# Didrik von Essen (konstnär)
August Didrik von Essen, född 7 augusti 1856 i Månsbyn, Nederkalix socken, död 22 mars 1922 i Linköping, var en svensk konstnär och fotograf.
Didrik von Essen var son till stadsfiskalen i Haparanda August Hjalmar von Essen (1825–1891) och hans hustru Elisabeth Bäckström (1832–1859). Efter några år vid Haparanda elementarläroverk kom han som 16-åring i lära hos konstnären E. G. Wik i Umeå. Han började sedan studera på Akademien för de fria konsterna i Stockholm, varifrån han 1878 avstängdes för försumlighet. Det fanns kanske skäl till försumligheten; hans ekonomi var så skral vid tiden att han logerade på Akademiens vind.
von Essen bodde efter det i Stockholm på flera ställen, sedan i Köping varefter han 1887 flyttade  till Linköping där han var verksam som konstnär. I början av sin Linköpingstid köpte Didrik von Essen en kamera och blev så småningom en framstående fotograf. Främst tog han sina motiv från Linköping, men även på andra håll i landskapet. Vid 1900-talets början ordnades utställningar med hans foton i Linköping. von Essen använde, i likhet med sin konstnärskamrat Johan Krouthén, fotografier istället för traditionellt tecknade motiv med ritstift i skissböcker som förlagor för oljemålningar. Östergötlands museum har exempel på detta. Vissa fotografier användes också som vykortsmotiv och såldes genom P. M. Sahlströms Bokhandel i Linköping.
De sista åren levde Didrik von Essen i armod och avled på Linköpings fattigvårdsstuga 1922. Hans fotosamling finns i Östergötlands länsmuseum  och han är representerad med ett motiv på ett fat vid Nationalmuseum  i Stockholm samt med två oljemålningar på Norrköpings konstmuseum.
Didrik von Essen är begravd på Västra griftegården i Linköping.

## Bildgalleri

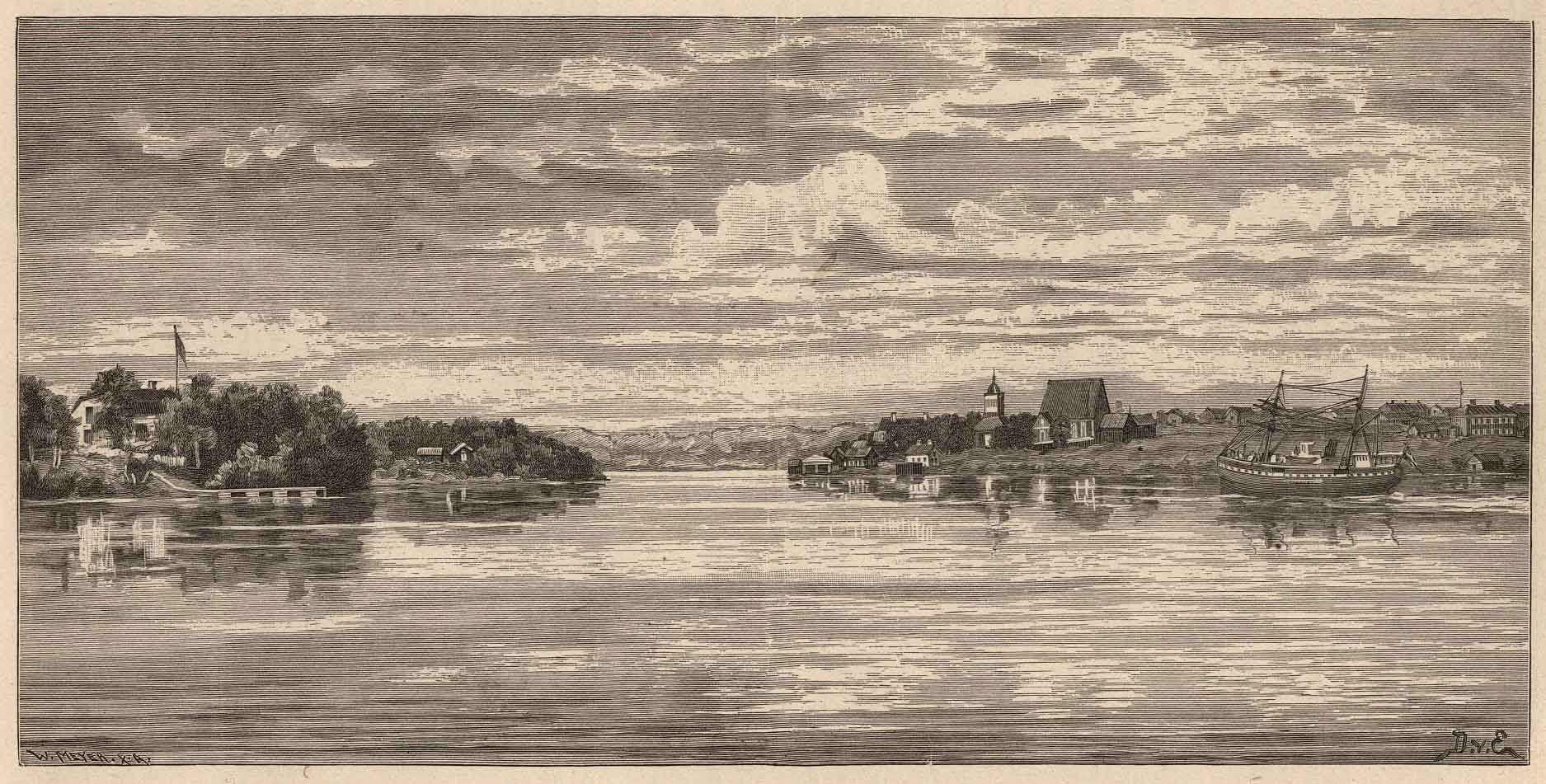
Nederkalix. Träsnitt 1888
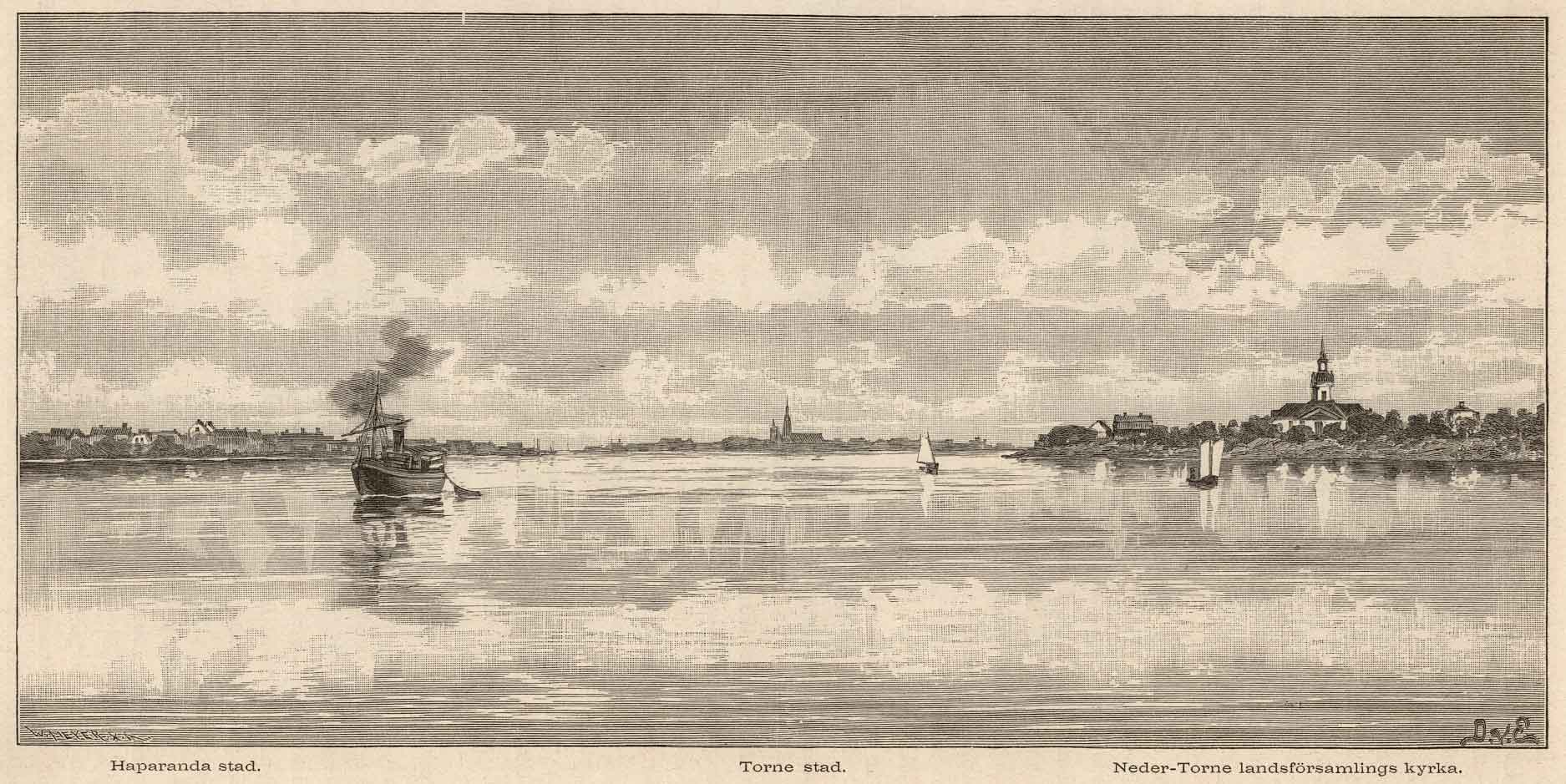
Torne älvs mynning. Träsnitt 1888
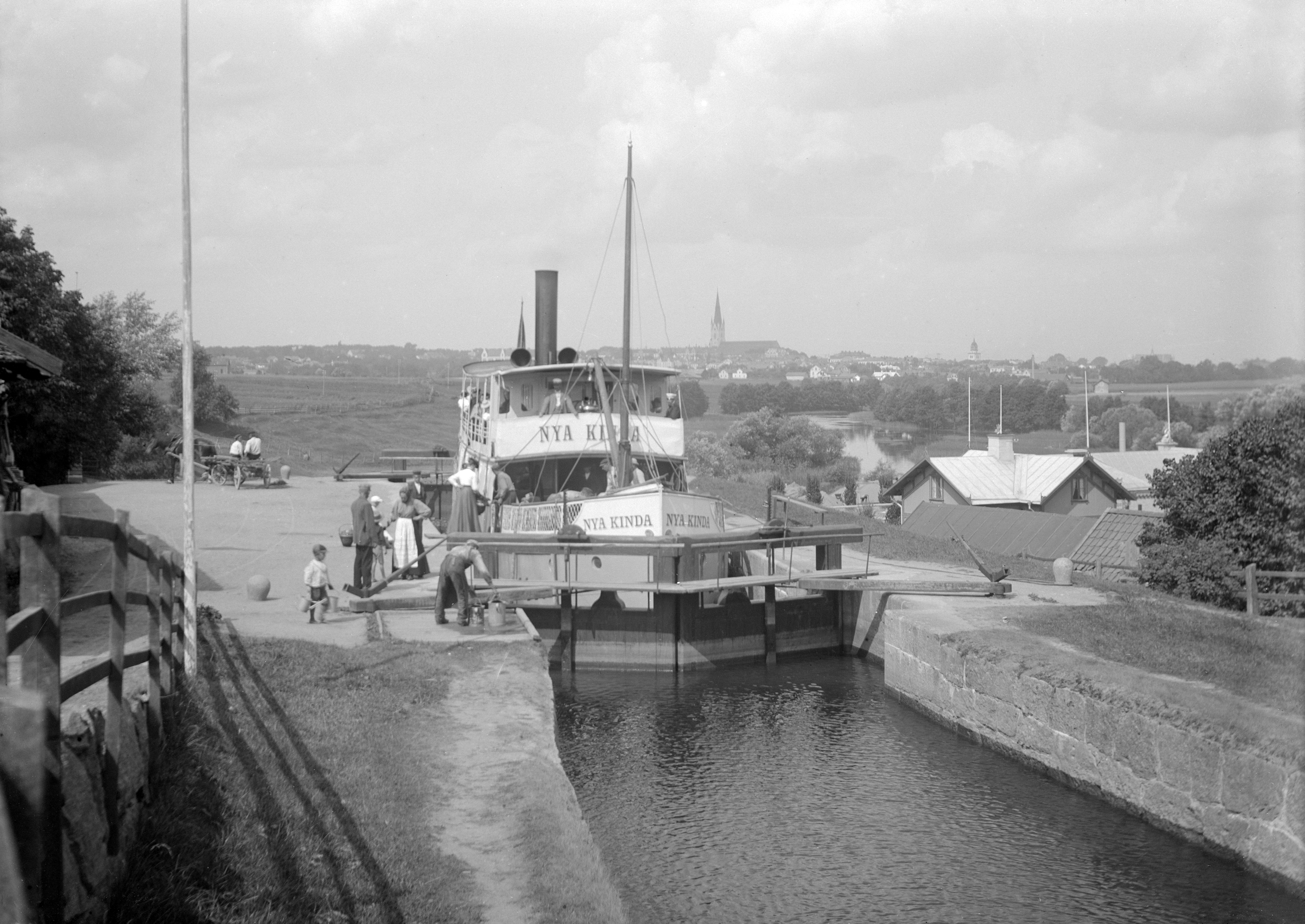
S/S Nya Kinda i Tannefors slussar, 1902